# ラムケ降下猟兵旅団
ラムケ降下猟兵旅団（ラムケこうかりょうへいりょだん、Fallschirmjäger-Brigade Ramcke）は、第二次世界大戦中に地中海地域で戦ったドイツ空軍の降下猟兵部隊である。

## 歴史

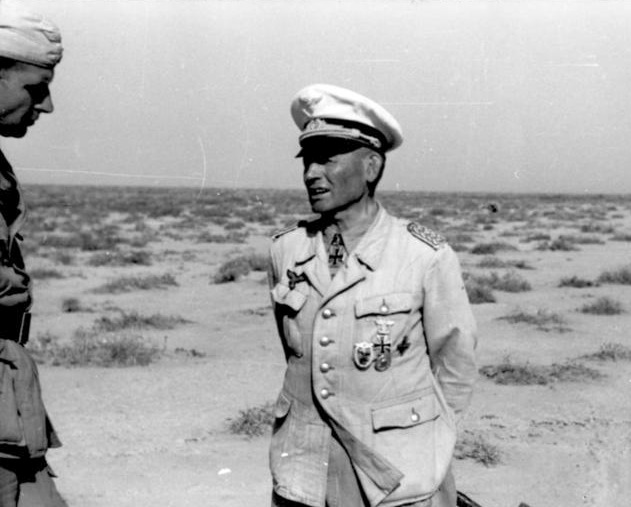
ヘルマン＝ベルンハルト・ラムケ、北アフリカにて（1942年）

1941年のクレタ島への空挺強襲として実行され高い代償を払ったメルクール作戦の後で、幾つかの降下猟兵部隊が歴戦の指揮官ヘルマン＝ベルンハルト・ラムケ大佐の下で臨時の旅団として編成された。この旅団はマルタ島侵攻のハーキュレス作戦の一翼を担うことが予定されていた。
攻撃がキャンセルされアフリカ降下猟兵旅団（Fallschirmjäger-Brigade Afrika）と改称されたこの旅団は北アフリカでエルヴィン・ロンメルが指揮するドイツアフリカ軍団（DAK）へ送られた。
1942年4月に旅団はラムケ降下猟兵旅団（Fallschirmjäger-Brigade Ramcke）に再度改称され、1942年7月の北アフリカ到着後は枢軸国側の指揮、通信、補給系統を荒し回っていたスターリングのSASに対抗する活動で目覚しい貢献をした。ラムケの部隊は次にDAKのスエズ運河への強襲で、英軍が防衛のためにエル・アラメイン近郊に集結する前にイタリア第25歩兵師団 ボローニャと並んで攻撃の先鋒を勤めた。
その後、旅団は第二次エル・アラメイン会戦で死闘を繰り広げたが、ドイツ軍の退却の最中に退路を絶たれロンメル将軍はラムケ降下猟兵旅団を損失部隊のリストに入れた。これにもかかわらず1942年11月3日に旅団は退却する枢軸国軍に再合流するために西に向かって移動し始めた。11月6日／7日の夜、旅団は多数の英国の輸送車両で構成された英第8軍の補給部隊の車列に遭遇した。一発も発砲することなく車列を乗っ取り、今や自動車化された旅団は更に西へ向かった。旅団が乗っ取ったのは偶然にも連合国軍の1個装甲師団分の補給品を満載した輸送部隊のトラックであり、ラムケの部下達は多量の燃料、水、食料と煙草を手に入れた。ラムケ降下猟兵旅団は友軍の下に辿り着くまで200マイル以上の距離を移動していた。この快挙の後、旅団は休暇のためにチュニジアに送り返された。
第1空軍武装猟兵旅団（Luftwaffenwaffen-Jäger-Brigade 1）と改称された旅団は短期間の休暇の後、チュニジアで進行してくる連合国軍に対峙する前線へ投入された。ラムケ自身はヨーロッパへ異動となり、指揮権は旅団の中で大隊指揮官だったハンス・クロー少佐に委譲された。旅団はチュニジア南部の山岳地帯で英軍との激しい戦闘に巻き込まれた。第1空軍武装猟兵旅団は、残存部隊が連合国軍に投降した1943年5月のアフリカ装甲軍の降伏まで戦い続けた。
ラムケ降下猟兵旅団OBのフリードリッヒ・フォン・デア・ハイテは1944年にカランタン近郊で第6降下猟兵連隊の指揮を執った。ラムケ自身は1944年9月20日まで抵抗したブレスト防衛の指揮を執り、4万人以上の市民の避難に責任を負った。

## 指揮官

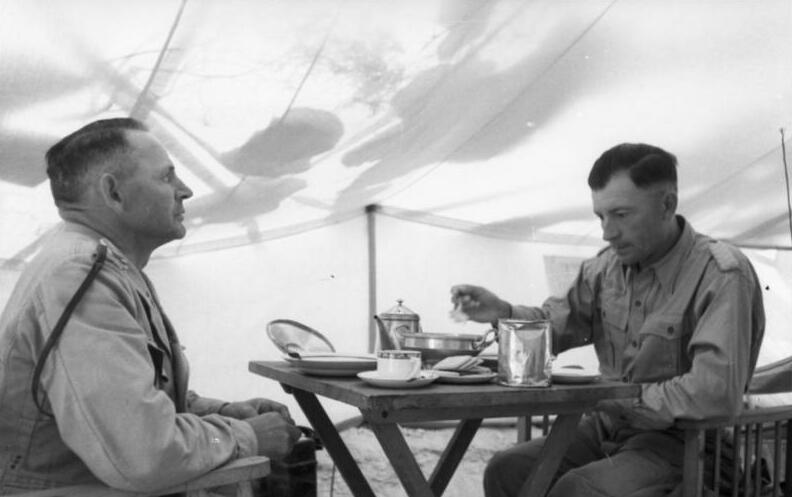
ヘルマン＝ベルンハルト・ラムケとハンス・クロー（右）、北アフリカにて（1942年）

- ヘルマン＝ベルンハルト・ラムケ 降下猟兵少将（1942年4月1日 - 1942年11月18日）
- ハンス・クロー 中佐（1942年11月18日 - 1943年2月18日）

## 戦闘序列 - 1942年7月
- 旅団本部
- 第2降下猟兵連隊／第I大隊 - クロー少佐
- 第3降下猟兵連隊／第I大隊 - フォン・デア・ハイテ少佐
- 第5降下猟兵大隊／第II大隊 - ヒューブナー少佐（Major Hubner）
- 第XI航空軍団（XI.Flieger-Korps）／降下猟兵訓練大隊 - ブルクハルト少佐（Major Burckhardt）
- 降下砲兵連隊／第II大隊
- 工兵中隊 - コルト・ティーティエン博士（Dr. Cord Tietjen）
- 戦車猟兵中隊 (12 x 3.7 cm PaK 36)